# 에티오피아 상업은행
에티오피아 상업은행(영어: Commercial Bank of Ethiopia, CBE)은 에티오피아에서 가장 큰 상업은행이다. 2021년 6월 기준으로 약 1.1조 에티오피아 비르의 자산을 보유하고 있으며, 국내 예금의 약 67%, 전체 은행 대출의 약 53%를 차지하고 있다. 이 은행은 2022년 6월 기준으로 35,000명 이상의 직원을 고용하고 있으며, 본사와 주요 도시 및 지역 마을에 위치한 1,000개 이상의 지점을 운영하고 있다. 이 중에는 수도 아디스아바바에 120개의 지점이 포함된다. 일루바보르 구역의 게치 (워레다)에 지점을 개설하면서 CBE의 은행 네트워크는 온라인으로 783개 지점에 도달했다. 이 은행은 2022년 8월 10일 기준으로 1950개 이상의 지점을 보유하고 있다.
이 은행은 또한 남수단에 두 개의 지점을 운영하고 있다. 지부티에 지점을 다시 열고 두바이와 워싱턴 D.C.에 지점을 개설하여 에티오피아 디아스포라를 지원하는 것을 고려하고 있다.
이 은행은 에티오피아에 현대 은행을 도입한 선구자이며, 국가의 경제 발전과 진보에 촉매 역할을 한 것으로 평가받는다. 또한 에티오피아에서 현지 사용자들을 위한 ATM 서비스를 도입한 최초의 은행이기도 하다.

## 역사
제2차 세계 대전 중 이탈리아에 대한 에티오피아의 승리 후, 새 정부는 1942년 8월 26일 에티오피아 국립은행(SBE)을 설립하는 선언을 발표했다. SBE는 1943년 4월 15일에 두 개의 지점과 43명의 직원으로 완전한 운영을 시작했다. 이 은행은 재무부의 대리인으로서 지폐와 동전을 발행할 권한을 가진 에티오피아의 중앙은행 역할과 국내 주요 상업은행 역할을 동시에 수행했다. 1945년 에티오피아 정부는 은행에 통화 발행의 독점권을 부여했다. 은행의 초대 총재는 미국인 조지 블로워스였다. 그는 새로운 국가 통화를 도입했으며, 이 통화의 성공적인 도입은 미국 덕분이었다. 미국은 50센트 동전에 사용될 은을 제공했으며, 이 동전의 고유 가치는 마리아 테레지아 탈러 은화 유통에 익숙한 사람들에게 새로운 지폐의 대중적 수용을 보장했다. 1958년 에티오피아 국립은행은 수단의 하르툼에 지점을 설립했다. 시간이 지남에 따라 SBD의 지점 네트워크는 21개로 늘어났다.
1950년대에 SBE는 지부티에 지점을 설립했다. 1920년에 아비시니아 은행은 지부티에 환승 사무소를 개설했다. 에티오피아 국립은행 설립 후 언젠가 이 환승 사무소를 재개설했으며, 이는 시간이 지나 지점으로 발전했다.

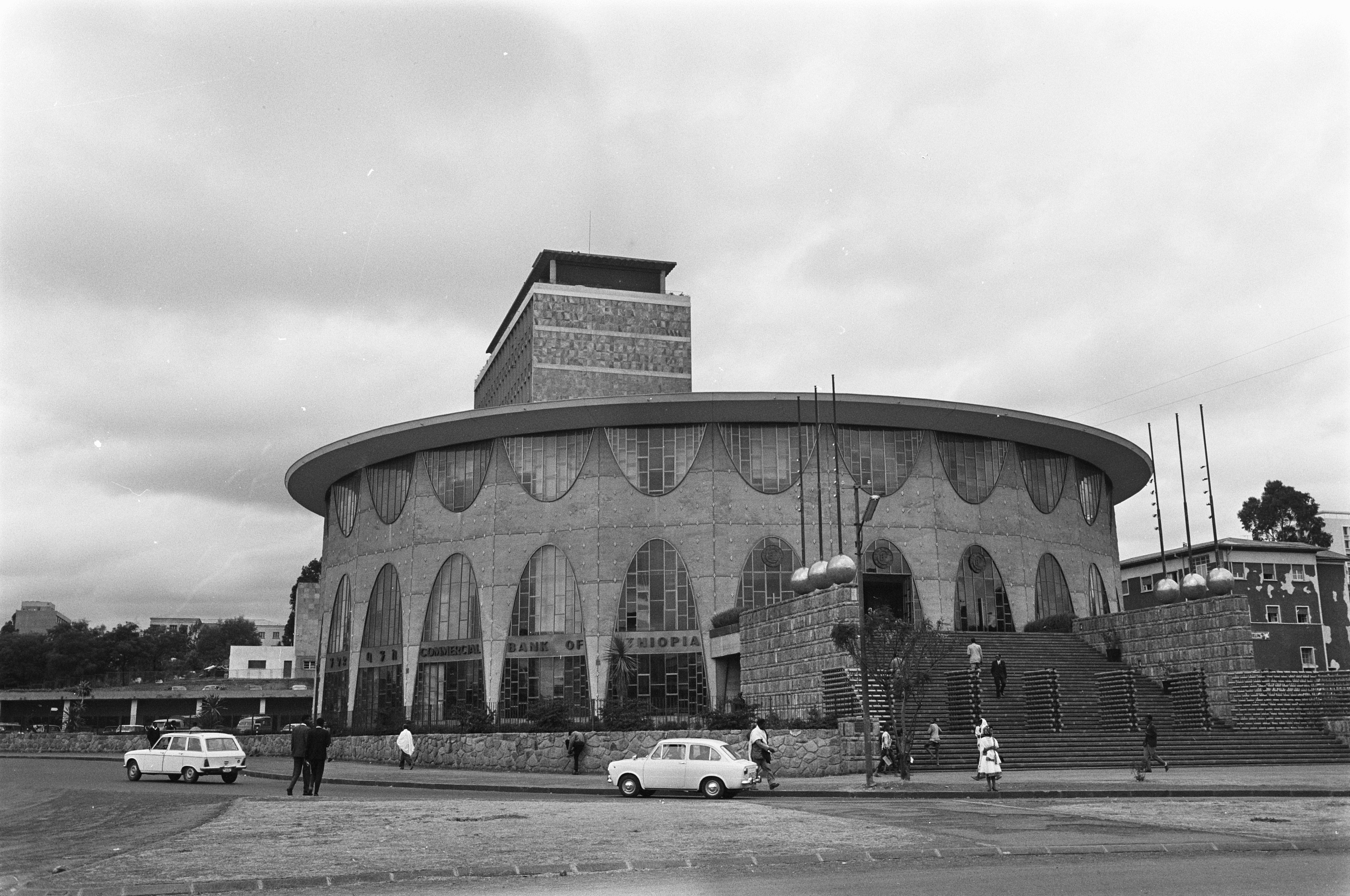
1969년 CBE

1963년, 에티오피아 정부는 에티오피아 국립은행을 에티오피아 국립은행(중앙은행)과 에티오피아 상업은행(CBE)이라는 두 개의 은행으로 분할했다. 7년 후, 수단 정부는 원래 SBD의 수단 지점이었던 하르툼의 에티오피아 상업은행 지점을 국유화했다.
에티오피아 정부는 1980년 아디스 은행을 에티오피아 상업은행에 합병하여 CBE를 국내 유일의 상업은행으로 만들었다. 정부는 새로 국유화된 아디스아바바 은행과 방코 디 로마 및 방코 디 나폴리의 에티오피아 사업부를 합병하여 아디스 은행을 설립했다. 아디스아바바 은행은 내셔널 앤 그린들레이스 은행이 1963년에 설립하고 40%를 소유했던 계열사였다. 국유화 당시 아디스아바바 은행은 26개의 지점을 보유하고 있었다. 아디스아바바 은행과 CBE의 합병으로 CBE는 128개의 지점과 3,633명의 직원을 가진 에티오피아 유일의 상업은행이 되었다.
1991년 에리트레아가 독립을 달성하자, 에리트레아 정부는 그곳의 지점들을 국유화했다. 1994년에 이 지점들은 에리트레아 상업은행의 기반을 형성했다. 또한 1994년에 에티오피아 정부는 CBE를 재편성하고 재설립했다.
2004년, CBE는 대출 손실 문제로 인해 지부티 지점을 폐쇄했다.
2009년 1월, CBE는 남수단 주바에 지점을 개설하기 위한 규제 승인을 받았다. CBE는 남수단 내 존재를 주바와 말라칼에 5개 지점으로 확장했지만, 국내의 계속되는 분쟁으로 인해 CBE는 주바의 두 개 지점을 제외한 모든 지점을 폐쇄해야 했다.

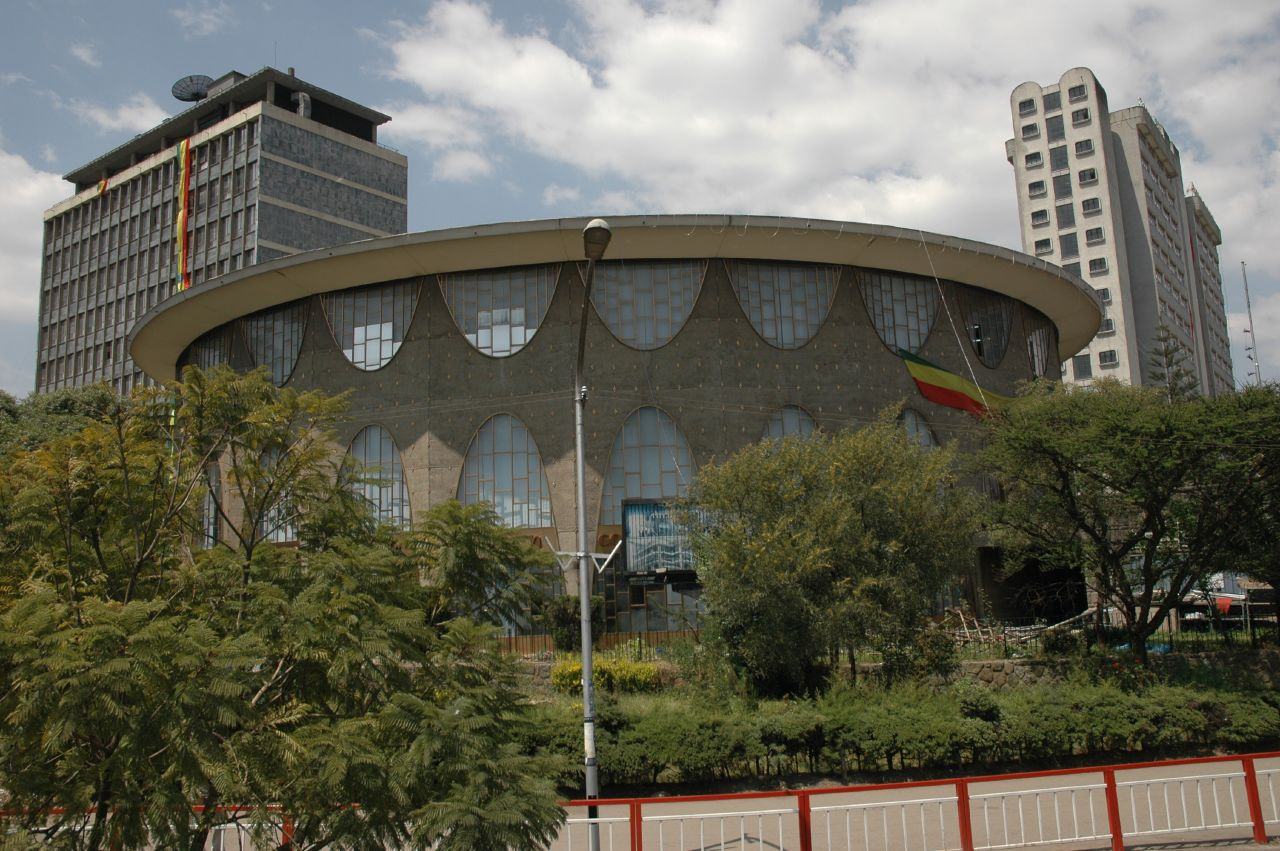
2022년까지의 CBE 구 본부

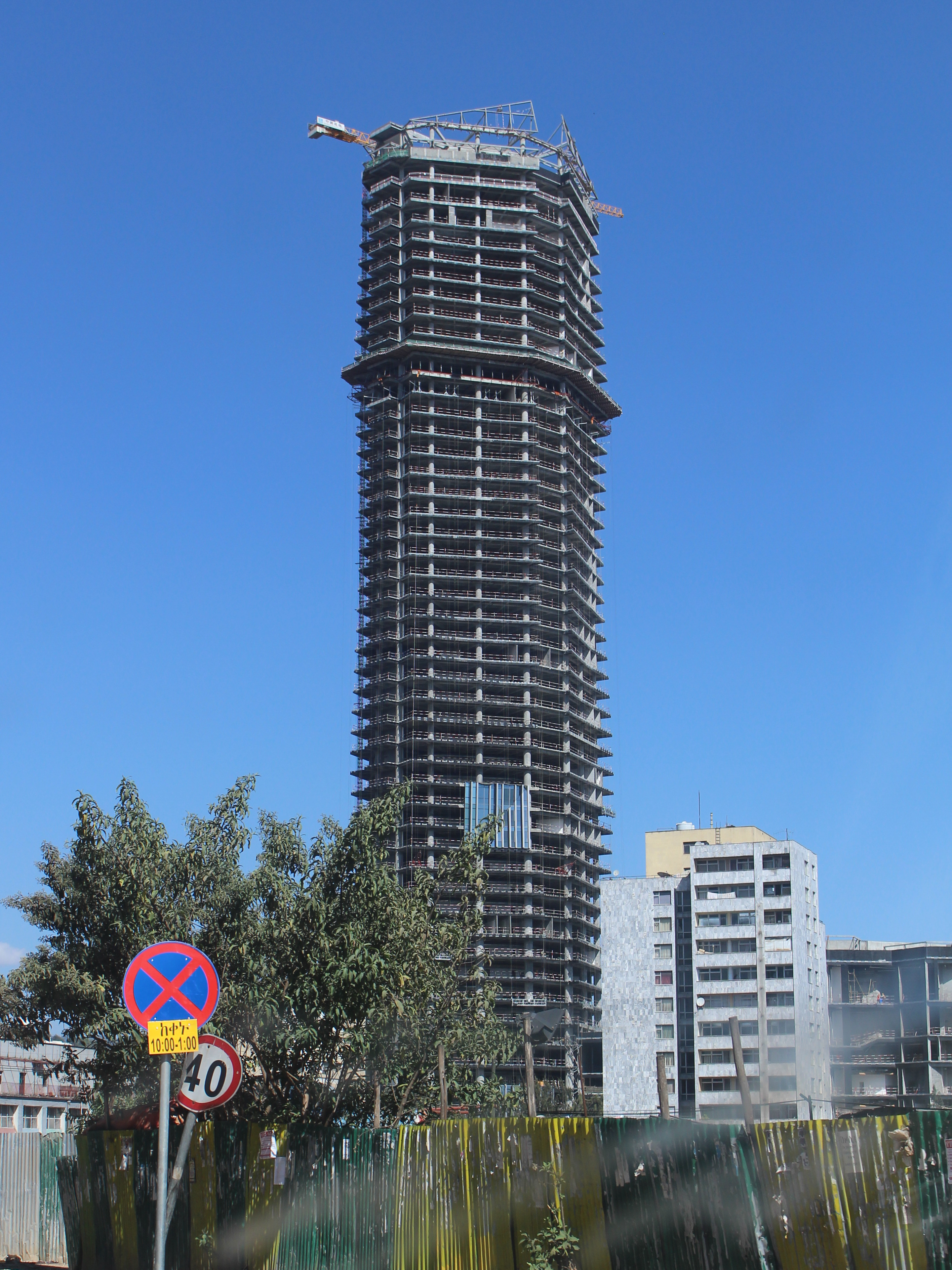
2020년 건설 중인 에티오피아 상업은행 본부

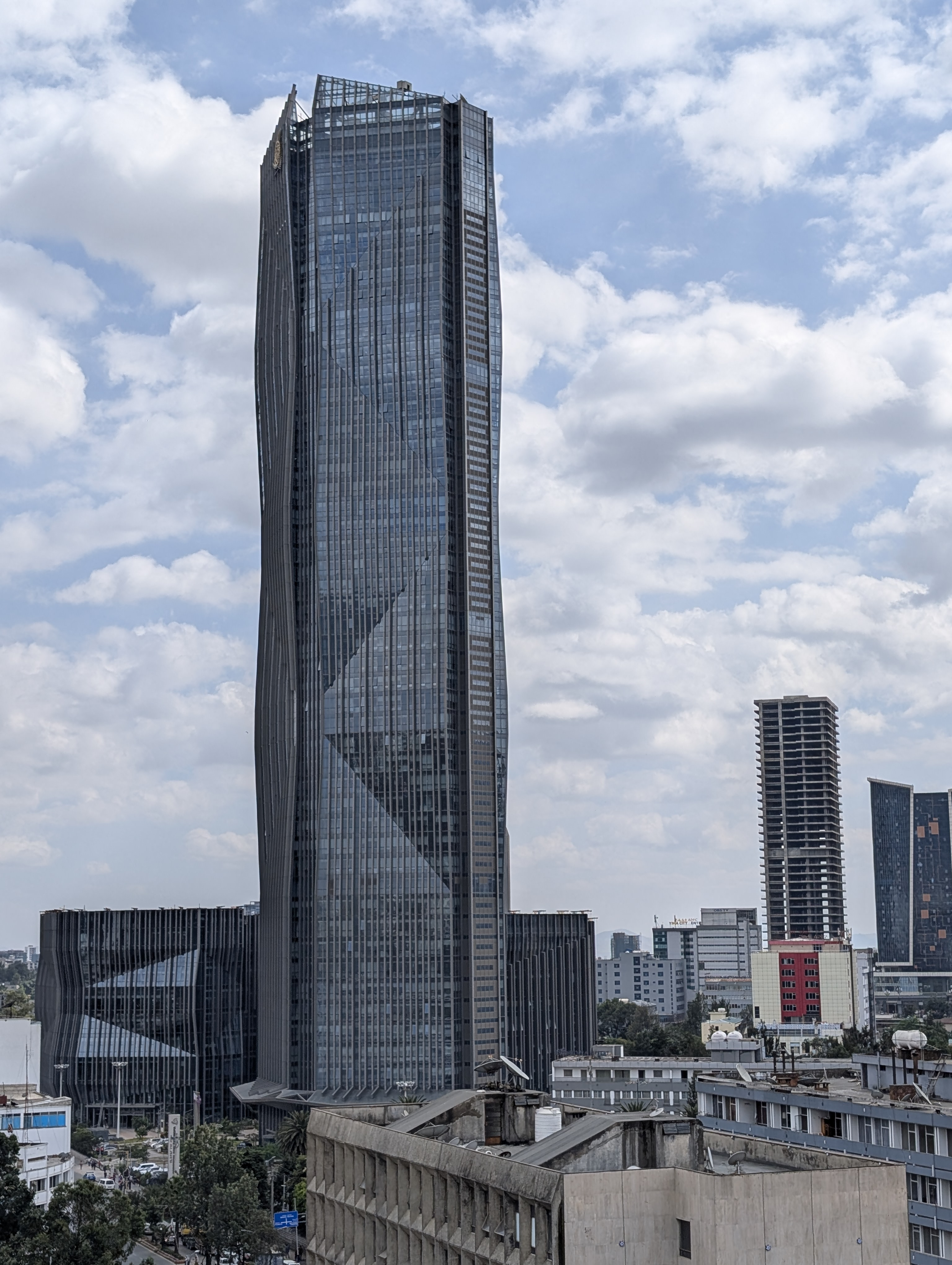
새로운 CBE 건물로 에티오피아와 동아프리카에서 가장 높은 고층 빌딩이 되었다.

2022년 2월, 정부는 CBE를 구조조정하고 스코틀랜드 왕립은행과 경영 컨설팅 서비스 계약을 체결했다. 전 은행장 게자헤그닐마 사망 후, 이사회는 아비 사노를 새로운 은행장으로 임명했다. 의회는 최근 은행의 자본을 40억 에티오피아 비르로 증액했다. 은행은 2018년 8월 10일 기준으로 1,284개 지점에 도달했다.reason this item is not mentioned in referenced source.
2025년 3월 27일, CBE는 공식적으로 마스터카드 결제 시스템을 출시했다. 출시 행사에서 아베 사노 CBE 은행장은 마스터카드 도입이 전 세계적으로 디지털 결제를 활성화하고 고객들이 국제 거래에 연결된 안전하고 편리한 전자 결제 방식을 쉽게 사용할 수 있도록 하기 위함이라고 말했다.

## 효율성
다른 국내 사립 상업은행과 비교할 때, 에티오피아 상업은행은 투입물 사용에 있어서 기술적으로 더 효율적으로 운영되고 있다. 그러나 지난 30년 이상 동안 이 은행은 에티오피아 정부로부터 여러 방식으로 국내 경쟁 압력으로부터 보호받아 왔다. 그러한 보호의 한 형태는 은행이 거의 모든 저비용 공적 자금을 동원하고 관리하는 유일한 주체가 되도록 하는 것이다. 사실, 이 은행은 에티오피아 정부의 거의 모든 대규모 프로젝트에 대한 주요 자금원이 되어왔지만, 이는 신용 오할당의 대가를 치러야 했다.

## 2024년 시스템 오류 사건
2024년 3월 15일, 은행 시스템이 새벽 12시부터 3시 사이에 침해되었다는 소셜 미디어 보고서가 유포되었다. 사용자들은 자신의 계좌에 없는 큰 금액을 이체할 수 있었고, 실제 예금 없이 ATM 기계를 이용할 수 있었다. AP 기자 엘리아스 메세레트는 소셜 미디어를 통해 범죄를 목격한 증인이 있다고 밝혔다. CBE는 또한 지점 수준뿐만 아니라 모바일 뱅킹 시스템, 특히 CBE 온라인 서비스에도 영향을 미쳤다고 밝혔다. 은행은 또한 ATM 시스템이 "디지털 뱅킹"을 제공하기 위해 복구되었다는 소셜 미디어 주장을 부인했다.

## 같이 보기
- 에티오피아의 은행 목록